# Sandown Park Racecourse

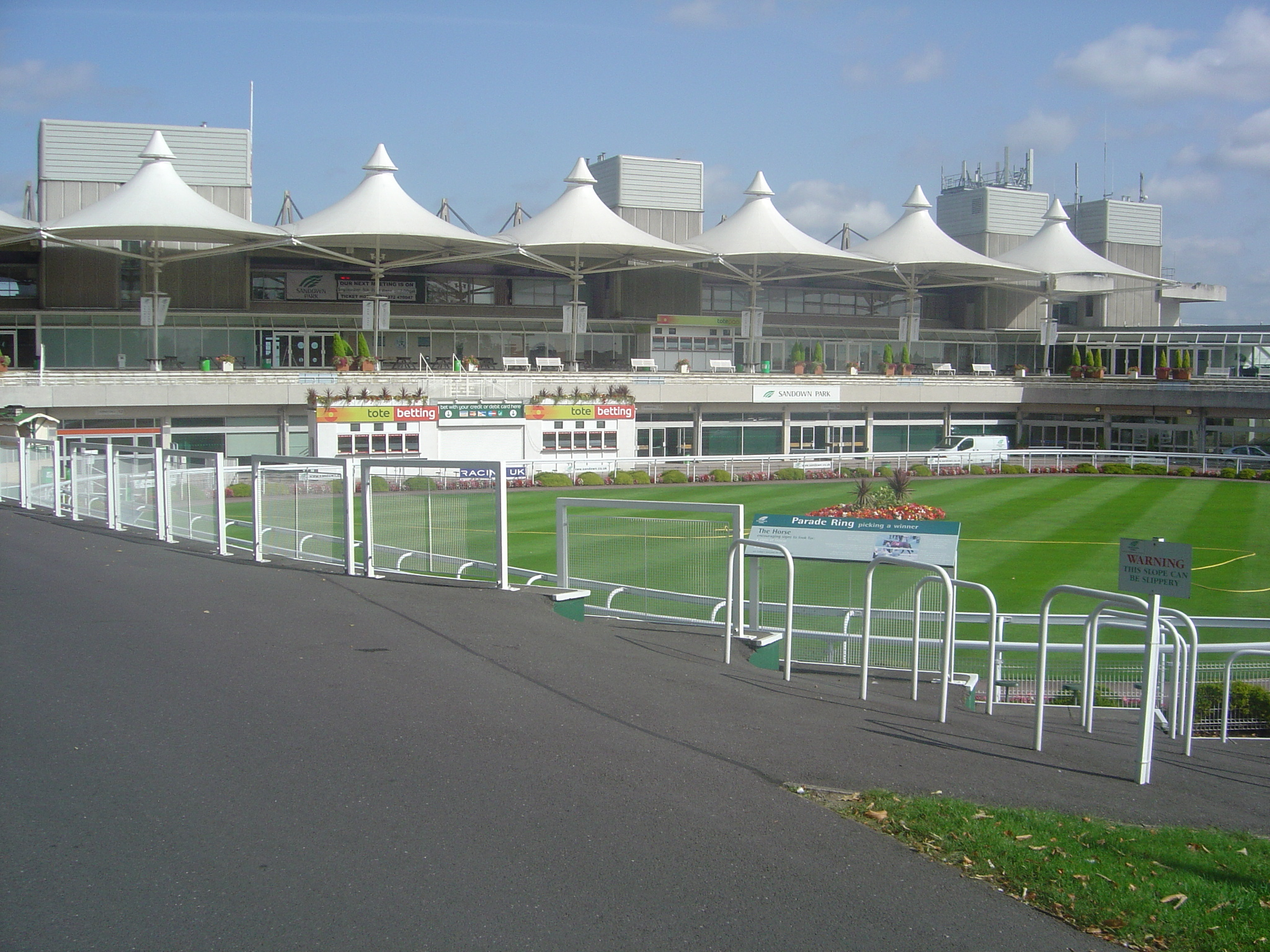
De Parade Ring

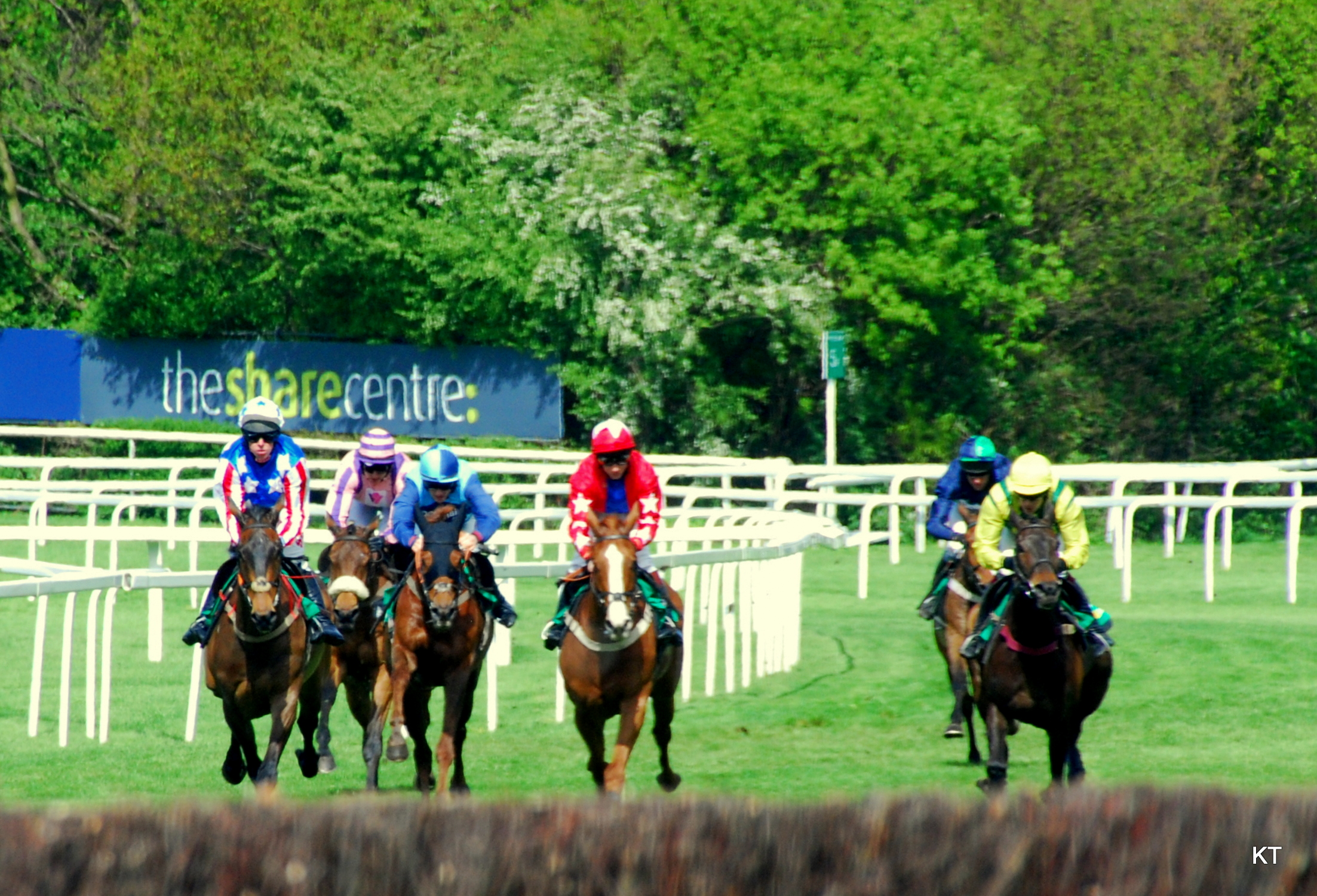
Hindernisrace op Sandown Park

Sandown Park Racecourse (niet te verwarren met Sandown Raceway in Australië) is een paardenrenbaan in Esher (Engeland). Het spoorwegstation Esher ligt vlakbij en verbindt de baan met Londen Waterloo.
De grasbaan werd in 1875 geopend en is nu eigendom van de Jockey Club Racecourses. De baan is dertien furlongs  (2615 meter) lang. Er is ook een rechte baan van een halve mijl (805 m) die dwars door het circuit loopt.
Er worden galoprennen gehouden, zowel vlak als met hindernissen. Een paar van de belangrijkste wedstrijden op Sandown Park zijn:
- de Eclipse Stakes begin juli, een vlakkebaanrace over 2000 meter voor paarden van drie jaar en ouder. Deze wedstrijd werd in 1886 voor het eerst gehouden.
- de Bet365 Gold Cup eind april, een steeplechase over 5,784 meter met vierentwintig hindernissen, voor paarden van vijf jaar en ouder. Deze wedstrijd wordt sedert 1957 gehouden en werd oorspronkelijk gesponsord door de Whitbread brouwerij. Bet365 is sedert 2008 sponsor van de race.

Naast paardenrennen worden er allerlei andere evenementen georganiseerd zoals tentoonstellingen, optredens of conferenties. Er is ook een kartingcircuit. Aan de binnenkant van de renbaan is een golfbaan aangelegd met negen holes, Sandown Park Golf Centre van de Sandown Park Golf Club.